# دیاموندهید لیک (آیووا)
دیاموندهید لیک (به انگلیسی: Diamondhead Lake) شهری در ایالت آیووا کشور ایالات متحده آمریکا است که جمعیت آن در سرشماری سال ۲۰۱۰ میلادی، ۳۶۶ نفر بوده‌است.